# Lanesboro (Iowa)
Lanesboro és una població dels Estats Units a l'estat d'Iowa. Segons el cens del 2000 tenia 152 habitants.

## Demografia
Segons el cens del 2000, Lanesboro tenia 152 habitants, 71 habitatges, i 42 famílies. La densitat de població era de 79,3 habitants/km².
Dels 71 habitatges en un 23,9% hi vivien nens de menys de 18 anys, en un 53,5% hi vivien parelles casades, en un 2,8% dones solteres, i en un 40,8% no eren unitats familiars. En el 36,6% dels habitatges hi vivien persones soles el 16,9% de les quals corresponia a persones de 65 anys o més que vivien soles. El nombre mitjà de persones vivint en cada habitatge era de 2,14 i el nombre mitjà de persones que vivien en cada família era de 2,83.
Per edats la població es repartia de la següent manera: un 19,7% tenia menys de 18 anys, un 7,2% entre 18 i 24, un 27% entre 25 i 44, un 27,6% de 45 a 60 i un 18,4% 65 anys o més.
L'edat mediana era de 43 anys. Per cada 100 dones de 18 o més anys hi havia 117,9 homes.
La renda mediana per habitatge era de 25.750 $ i la renda mediana per família de 31.250 $. Els homes tenien una renda mediana de 30.000 $ mentre que les dones 20.625 $. La renda per capita de la població era de 15.397 $. Entorn del 5,9% de les famílies i el 10,8% de la població estaven per davall del llindar de pobresa.

## Poblacions més properes
El següent diagrama mostra les poblacions més properes.